# Limes Mauretaniae

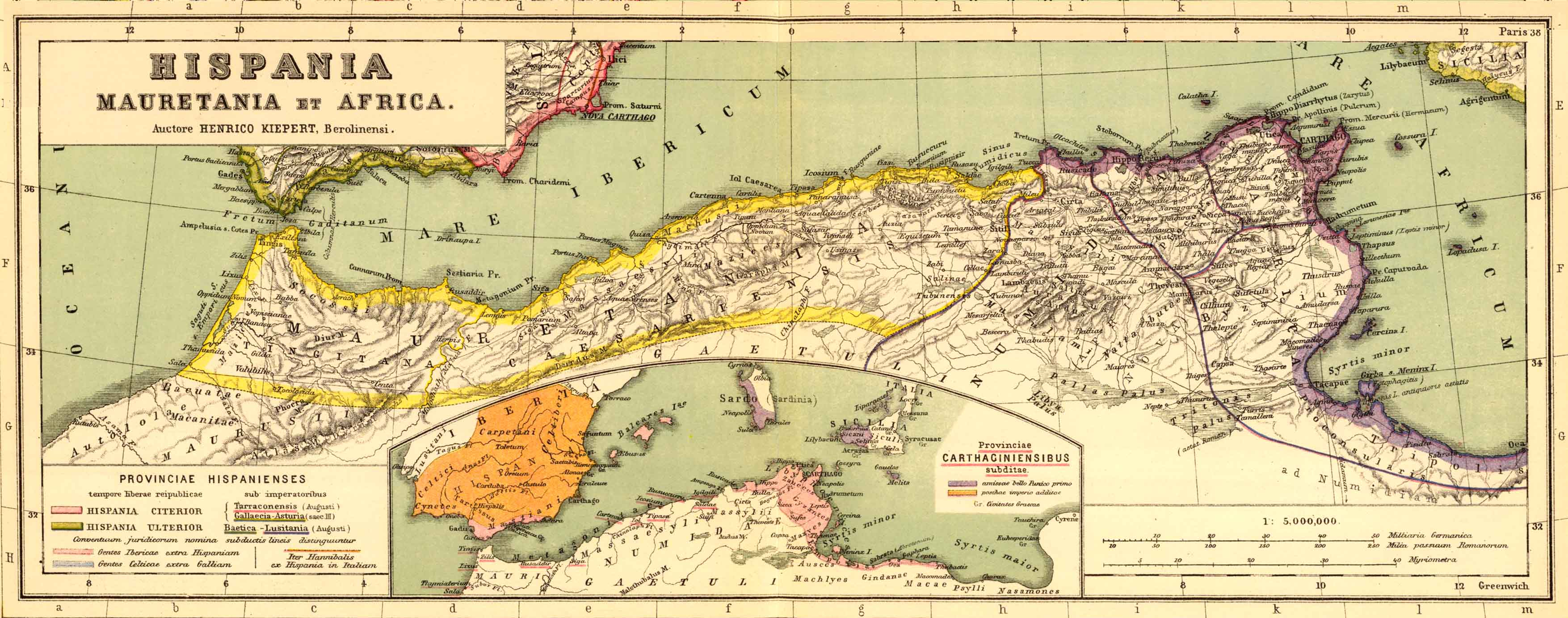
Die römischen Provinzen im westlichen Nordafrika (1. Jahrhundert n. Chr.)

Als Limes Mauretaniae wird in der modernen Forschung der zwischen Auzia (Sour El-Ghozlane, Algerien) und Numerus Syrorum (Maghnia, Algerien) verlaufende Teil einer 4000 Kilometer langen nordafrikanischen Grenzbefestigungs- und Grenzsicherungslinie (Limes) des Römischen Reichs zwischen der Atlantikküste und dem größtenteils im heutigen Tunesien gelegenen Limes Tripolitanus bezeichnet.

## Funktion
In römischen Nordafrika existierten keine durchgehenden Grenzbefestigungen wie z. B. der Hadrianswall in Britannien. Die Übergänge am limes Africanus in die freien Stammesgebiete waren fließend und wurden nur durch die Garnisonen einiger weniger Außenposten überwacht. Ihre Sicherungsaufgaben wurden zusätzlich durch lange Kommunikationswege und das Fehlen einer klaren Grenzzone erschwert. Die größte Gefahr drohte von berberischen Nomadenstämmen, die – neben der ständig durch die sassanidischen Perser bedrohten Ostgrenze – Rom dort einen weiteren Nebenkriegsschauplatz bescherten. Die Kastellkette sollte vor allem den römischen Herrschaftsbereich markieren. In weiten Bereichen dienten die Anlagen aber auch der Kontrolle und Kanalisierung der Wanderbewegungen nomadischer Stämme oder Völker einschließlich der Überwachung und Meldung ihrer Aktivitäten sowie als Zollgrenze. Dieser Limes war also weniger eine militärische Grenzsicherungsanlage, sondern vielmehr eine überwachte Wirtschaftsgrenze zu den freien Nomadenvölkern und Bergstämmen. Einem koordinierten militärischen Angriff hätte der Limes nicht standhalten können.

## Geschichte

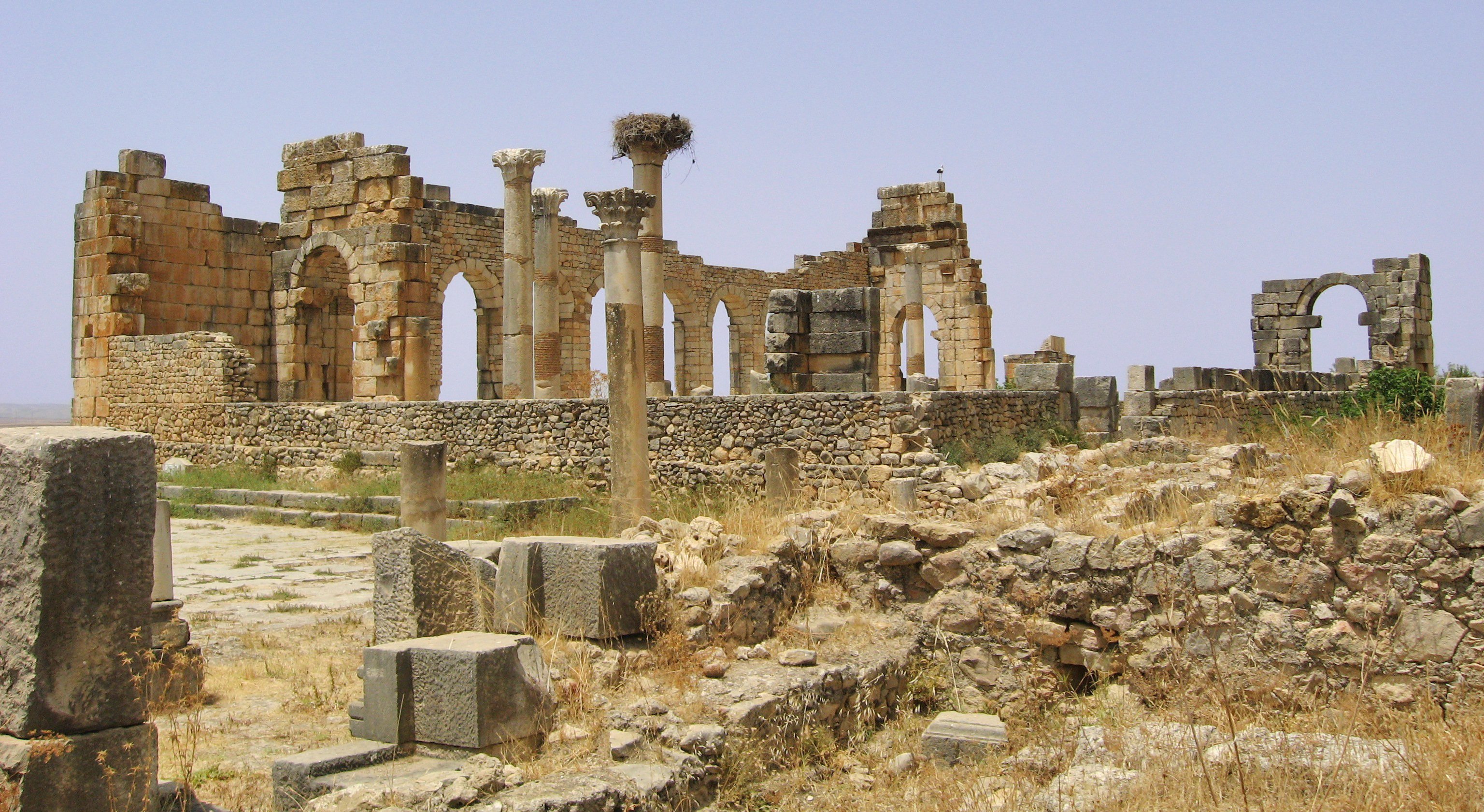
Römische Ruinen in Volubilis, Marokko

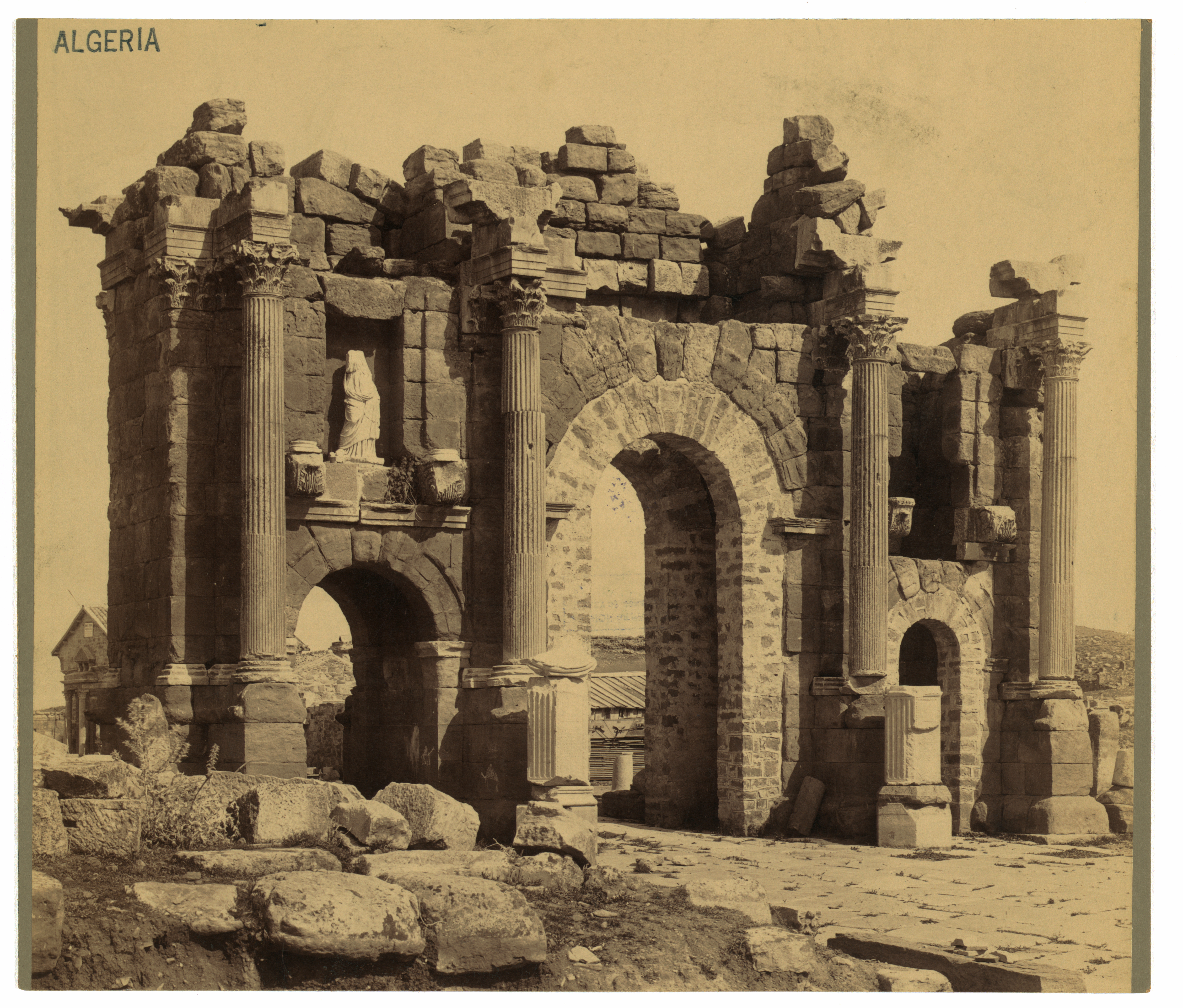
Ruine des Trajansbogens von Thamugadi (Timgad)

Im Zuge der Auseinandersetzungen zwischen Gaius Iulius Caesar und den Pompeianern wurde nach der Schlacht von Thapsus 46 v. Chr. das bisher unabhängige Numidien geteilt. Ein Teil fiel an Mauretanien, der andere wurde der römischen Provinz Africa zugeschlagen. Das Königreich Mauretanien wurde 33 v. Chr. vom König Bocchus II. testamentarisch an Rom vererbt. Damit war dieses Reich zunächst unter direkter römischer Herrschaft. Augustus setzte Juba II. 25 v. Chr. als Herrscher eines Klientelstaates ein, der jedoch nichts zur Befriedung des Hinterlandes unternahm. Im Jahre 23 n. Chr. folgte ihm sein Sohn Ptolemaeus auf den Thron und schlug einen gegen Rom gerichteten Aufstand nieder. Anlässlich des Besuches von Ptolemaeus in Rom ließ Caligula ihn 40 n. Chr. jedoch ermorden und annektierte sein Reich. Die daraufhin ausbrechenden Unruhen wurden 44 n. Chr. niedergeschlagen. Claudius teilte das Gebiet des ehemaligen Königreichs auf die Provinzen Mauretania Caesariensis (Hauptstadt: Caesaria [heute Cherchell]) und Mauretania Tingitana (Hauptstadt zunächst Volubilis, später Tingis [heute Tanger]) auf.
In den afrikanischen Provinzen kam es während der römischen Herrschaft häufig zu Unruhen und Aufständen. Im Jahr 238 n. Chr. wurden der Statthalter von Africa, Gordian I., und sein Sohn Gordian II. (als Mitregent) gegen ihren Willen vom römischen Senat als Gegenkaiser zu Kaiser Maximinus Thrax ausgerufen. Ihre Truppen wurden jedoch von der Legio III Augusta geschlagen. Unter Kaiser Diokletian kam es zur Abtrennung der neuen Provinz Mauretania Sitifensis von Mauretania Caesariensis, die nach ihrer Hauptstadt Sitifis (heute Sétif) benannt war.
Im 5. Jahrhundert fielen beide Provinzen an die Vandalen. Teile von Tingitana, Caesariensis sowie Sitifensis gehörten nach der Vernichtung des Vandalenreiches durch den byzantinischen Feldherrn Belisar im 6. Jahrhundert zum Byzantinischen Reich, bis die islamische Expansion im 7. Jahrhundert der Herrschaft von Byzanz ein Ende bereitete.

## Topographie
Der nordafrikanische Limes schützte die Provinzen am Mittelmeer, die sich ungefähr zwischen 90 und 400 Kilometer weit in das Landesinnere erstreckten. Die Geografie der Provinzen Mauretania Caesariensis und Mauretania Tingitana gliederte sich grob in einen unterschiedlich breiten Küstenstreifen, gefolgt von teilweise sehr fruchtbaren Bergregionen bzw. Flusstälern, übergehend in einen Steppen- und Wüstensteppensaum sowie Gebirgsregionen. Die Bewohner Mauretaniens, insbesondere in der Tingitana, waren wahrscheinlich mit den Iberern verwandte halbnomadische Bergstämme.

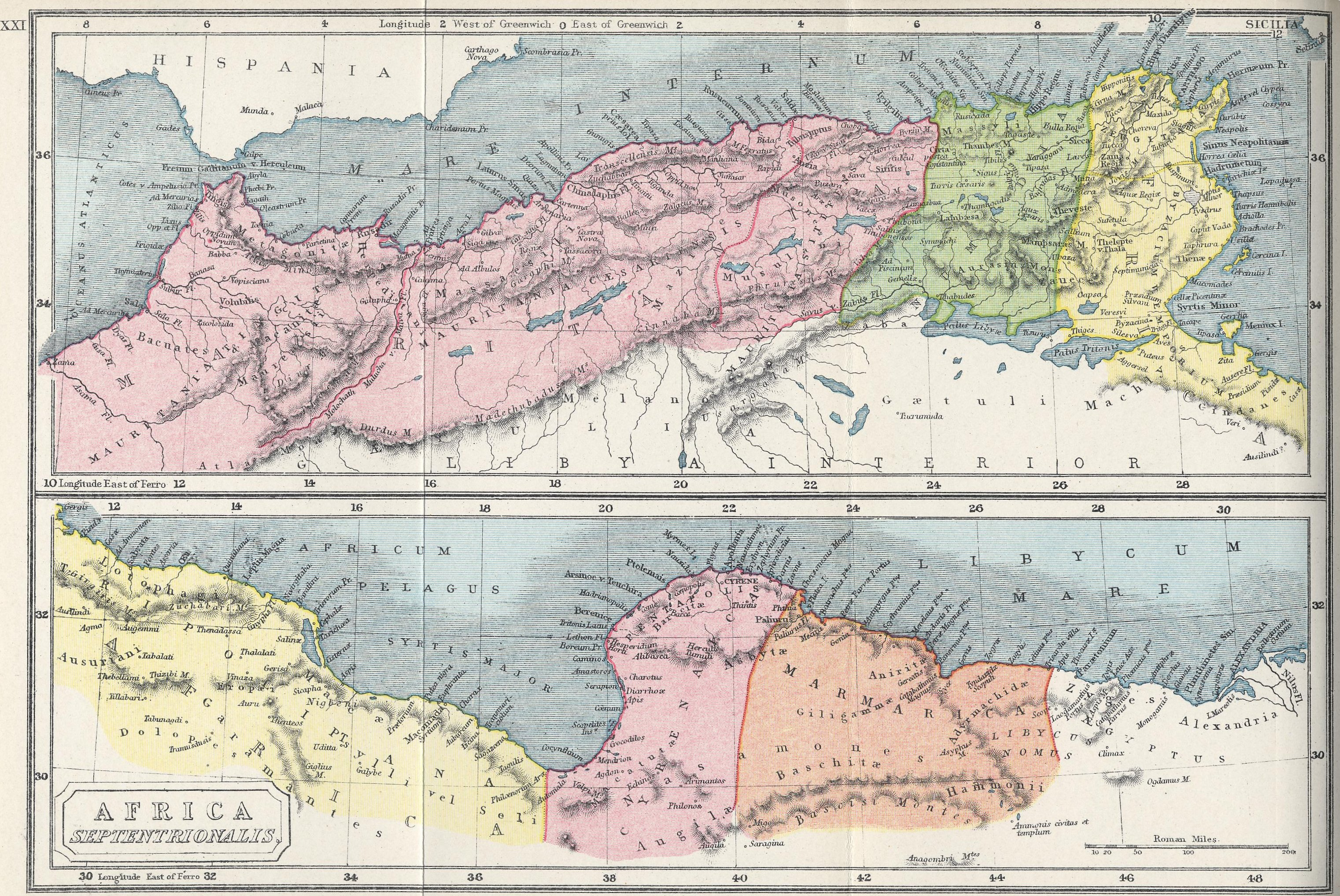
Karte Nordafrikas zur Römerzeit

Die Ostgrenze der Provinz Mauretania Caesariensis (identisch mit der östlichen Grenze der späteren Provinz Sitifensis) verlief ungefähr auf einer Linie westlich des Cap Bougaroun am Fluss Ampsaga zum Ostende des Chott el-Hodna und weiter nach Westen in die Steppenlandschaft. Diese Linie trennte zugleich die sesshafte Bevölkerung von den Nomaden und bildete früher die Grenze des von Karthago beherrschten Gebietes. Die südliche Grenze näherte sich im Übergang von der Provinz Nubien zur Provinz Mauretania Caesariensis der Küste entlang des Nordhanges des Tell-Atlas. Das römisch beherrschte Gebiet schrumpfte damit von sonst üblichen rund 400 Kilometer geographischer Tiefe auf nur noch rund 95 Kilometer. Die mehr nach Norden orientierte Grenze in der Mauretania Caesariensis stimmte in etwa mit der für die Landwirtschaft erforderlichen Niederschlagsgrenze überein. Maßgeblich für die anfängliche Begrenzung des Territoriums waren auch die hier nur schwach vertretenen römischen Streitkräfte.
Der ursprünglich nur auf die Küste der Caesariensis beschränkte römische Einflussbereich wurde vom 1. bis zum 3. Jahrhundert im Maghreb aus wirtschaftlichen Gründen weiter nach Süden ausgedehnt. Dies führte zwangsläufig zu Unruhen unter der einheimischen Bevölkerung, die um ihre Lebensgrundlagen fürchtete. Im Westen bildete der Fluss Mūlūyā/Muluccha die Grenze zur Provinz Mauretania Tingitana.

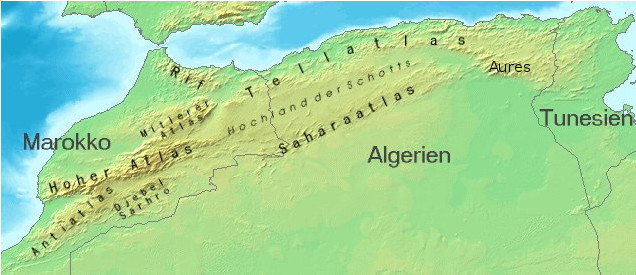
Das Atlasgebirge

Eine ausgedehnte und unfruchtbare Ebene trennt Algerien von Marokko. Im Norden fallen die Ausläufer des Rif-Gebirges steil ins Meer herab und verhindern so eine direkte Landverbindung entlang der Küste. Die Verbindung zwischen Caesaria und Tingis wurde deshalb normalerweise über See aufrechterhalten, da es keine von den Römern wirtschaftlich genutzten Gebiete zwischen den beiden Provinzen gab.
Der römische Einfluss und die Kontrolle in der Provinz Mauretania Tingitana reichten an der Atlantikküste bis zum Fluss Bū Rağrağ/Regreg/Sala bei Rabat (Sala) sowie dem vom Atlas begrenzten Tafelland um Volubilis, einem landwirtschaftlich sehr ertragreichen Gebiet. Das nördliche Rif- und das Atlasgebirge waren aber offensichtlich nie auf Dauer militärisch besetzt worden.
Das von den Römern angelegte Straßennetz in Nordafrika sorgte für gute und zeitsparende logistische Verbindungen für Handel und Versorgung ihrer weiträumig dislozierten Truppen. In Caesariensis gab es drei parallel zur Küste verlaufende Verkehrswege. In der Regel waren es jedoch unbefestigte Pisten und keine gepflasterten Straßen. Natürliche Verkehrswege – wie Flüsse – waren in der Provinz Caesariensis nicht vorhanden. Die Grenze zum Steppensaum war vor allem aus militärischen Gründen verkehrstechnisch gut ausgebaut.

## Wirtschaft
Die hauptsächlichen Exportprodukte beider Provinzen waren Holz und Purpur sowie landwirtschaftliche Produkte und darüber hinaus aus Tingitana Wildtiere für die Zirkusspiele. Die hier ansässigen maurischen Stammesangehörigen wurden gern als Auxiliartruppen angeworben, insbesondere für die leichte Kavallerie. Die an der Küste ansässigen Bewohner lebten in einem symbiotischen Verhältnis mit den Nomaden der Steppe bzw. den Bergstämmen. Zu Beginn der Trockenzeit zogen Nomaden und Bergvölker in die Küstenregionen, verdingten sich dort als Arbeitskräfte und tauschten landwirtschaftliche Produkte gegen Tiere aus ihren Herden.

## Grenz- und Befestigungsanlagen
Roms Kampf gegen die Barbaren wurde stets durch zahlenmäßige Überlegenheit des Gegners bestimmt, so dass es sich oft gezwungen sah, seine personelle Unterlegenheit durch seine handwerklichen Fähigkeiten und den Einsatz von Technik auszugleichen. Der Limes der beiden mauretanischen Provinzen war schon wegen der erheblichen Entfernung vom Atlantik bis zur Ostgrenze der Provinz Caesariensis kein durchgehender befestigter Grenzwall. Stattdessen wurden hauptsächlich Sperranlagen (clausurae) in den Tälern des Atlas sowie Gräben (fossata), Wälle, aber auch eine Reihe von Wachttürmen und Kastellen gebaut. Die Anlagen waren durch ein nach strategischen Gesichtspunkten angelegtes Straßennetz verbunden. Das Grenzsicherungssystem passte sich weitgehend den Gegebenheiten der Topographie an, aber auch den Verhaltensweisen und Lebensgewohnheiten der vor Ort lebenden Ethnien, und war deshalb teilweise auch kaum befestigt. Der Grenzausbau in Mauretanien wurde mit Beginn des 1. Jahrhunderts n. Chr. noch intensiviert und hat sich bis zum 3. Jahrhundert noch etwas weiter nach Süden ausgedehnt.
Nördlich des Chott el-Hodna im Bereich des Monts du Hodna gab es eine Reihe von clausurae, die aus auf den Hängen gebauten Wallanlagen, Lehmziegelmauern oder Wall- und Grabensystemen bis zu einer Länge von 60 Kilometer bestanden und so die Taldurchgänge auf eine schmale Durchfahrt verengten. Vorrangig war jedoch die Abriegelung des Berglandes durch Nutzung natürlicher Hindernisse. Das römisch beherrschte Gebiet der Provinz Mauretania Caesariensis wurde durch eine am Fluss Oued Chéllif entlanglaufenden Befestigungslinie, die aus einer Reihe von – unter Hadrian erbauten – etwa 30 bis 50 Kilometer voneinander entfernten Kastellen bestand, gesichert. Die geringe Tiefe des beherrschten Raumes lässt vermuten, dass die hier ansässigen Bergstämme nie unterworfen werden konnten. Im Nordwesten der Provinz fällt das Rifgebirge steil ins Meer ab und verhindert so eine direkte Landverbindung zwischen den Provinzen. Seit etwa 197 n. Chr. erbauten die Severer in der westlichen Caesariensis an der Nordgrenze der Hochebene eine Reihe von Kastellen. Das letzte Kastell dieser Reihe war Numerus Syrorum; es lag im Westen vor den Tlemcen-Bergen. Die hadrianische Kastellkette am Fluss Oued Chéllif diente nun als zusätzliche Sperr- und Auffanglinie.
Mauretania Tingitana war auf Grund seiner Topographie nur schwer zu kontrollieren und zu verteidigen. Im Nordosten waren die Stämme des Rifgebirges ein ständiger Anlass zur Sorge. Zunächst fehlte es auch hier an einer Sicherungslinie durch Wachttürme, um das Gebirgsmassiv besser zu überwachen. Der südöstlich verlaufende und bis zu 4000 Meter hohe Atlas geht auf seiner östlichen Seite ziemlich abrupt in die Sahara über. Keine dieser Regionen konnte von Rom unterworfen werden. Ebenso blieben die gut zugänglichen Küstengebiete des zentralen und südlichen Marokkos südlich Rabats außerhalb des römischen Machtbereichs.
Die Kastelllinie in der Tingitana orientierte sich hauptsächlich am Küstenverlauf oder lag zumindest in Küstennähe und diente der Abwehr maurischer Angriffe und Piratenüberfälle aus dem Rif und dem Atlas. Wegen der Piratenbedrohung wurde sowohl der Küstenschutz als auch der ins Landesinnere führende Fluss Sububus (Oued Sebou) ab dem 2. Jahrhundert durch Anlage von Kastellen in Thamusida, Banasa und Souk el Arba du Rharb verstärkt. Die römischen Truppen der Provinz konzentrierten sich hauptsächlich auf die Kastelle an der Küste und um die Provinzmetropole Volubilis. Sala/Rabat und Volubilis lagen allerdings außerhalb des Schutzbereiches der Kastelle an der Flussfront. Volubilis lag exponiert im Landesinneren und erforderte daher größere Verteidigungsanstrengungen. Dem Schutz der Stadt diente ab der zweiten Hälfte des 2. Jahrhunderts eine Stadtmauer sowie zahlreiche Lager und Beobachtungsposten in ihrer Umgebung. Das an der Küste gelegene Sala wurde durch einen elf Kilometer langen Graben, der teilweise mit einer Mauer, vier Kleinkastellen und rund 15 Wachtürmen verstärkt war, vom Atlantik bis zum Oued Bou Regreg abgeriegelt. Zusätzliche Kastelle wurden in Tamuda/Titwān, Souk el Arba du Rharb und Kasr el Kebir an der Atlantikküste und Mittelmeerküste errichtet.
Aufgrund zunehmender Angriffe der lokalen Stämme wurde unter Diokletian in der zweiten Hälfte des 3. Jahrhunderts die Grenze in der Tingitana auf die Linie Frigidae – Thamusida zurückgenommen. Das Gebiet um Volubilis wurde aufgegeben, während die Stadt Sala wohl noch bis in das frühe 4. Jahrhundert gehalten werden konnte.
In den Anfängen des Prinzipats waren Kastelle in den Provinzen eher selten, da die Truppen weiträumig disloziert waren. Die später gebauten Kastelle und Wachttürme waren meist rechteckig und belegten eine Fläche von 0,5–0,12 Hektar. Die kleineren Militärposten, Centenarien oder burgi genannt, hatten lediglich eine Größe von 0,01–0,10 Hektar, verstärkte Mauern, keine Fenster sowie nur eine kleine Besatzung. Sie waren strategisch günstig im Gelände angelegt und dienten unter anderem zur Nachrichtenübermittlung durch Signalaustausch mit den benachbarten Stützpunkten.

## Streitkräfte

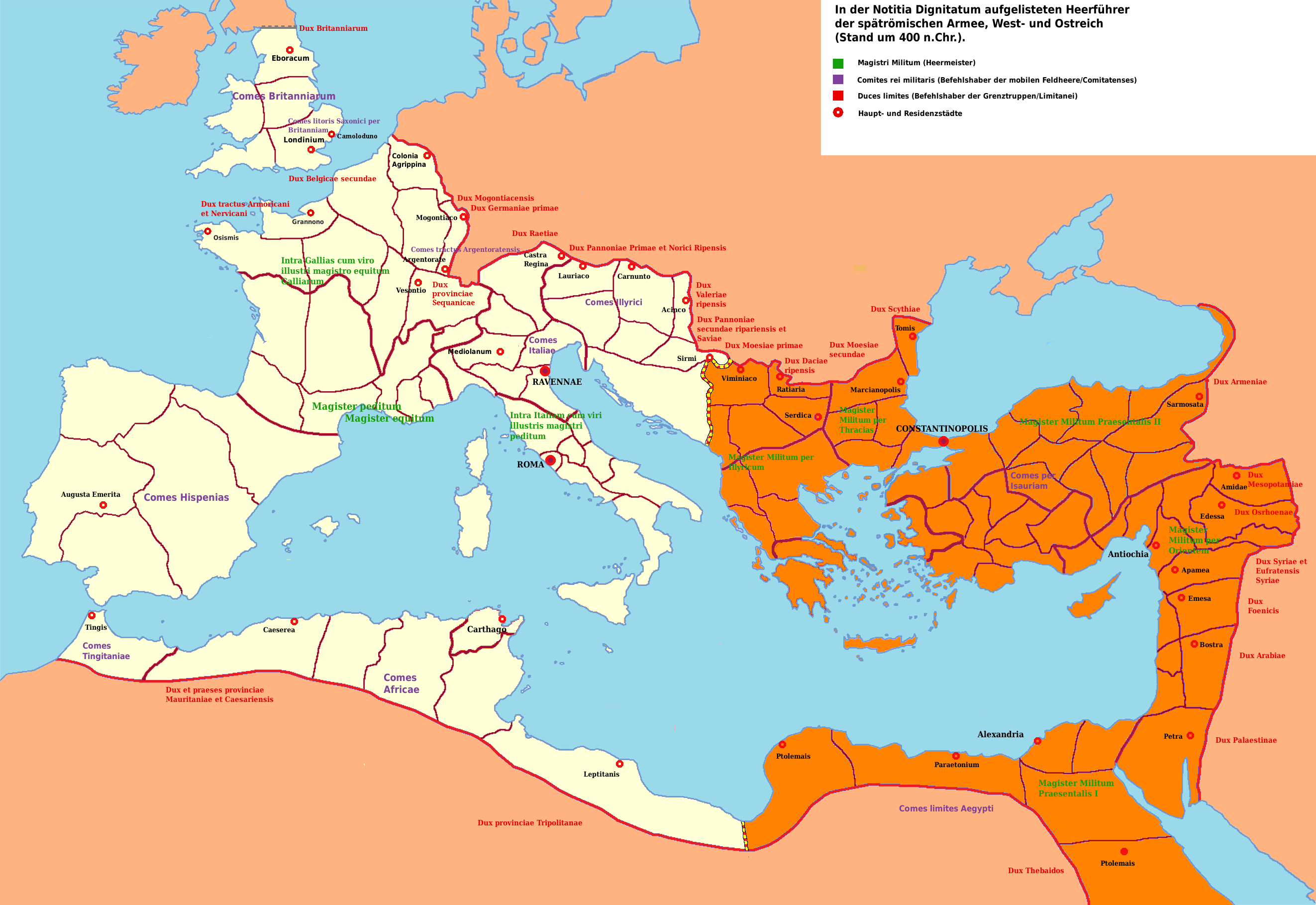
Befehlshaber der Comitatenses und Limitanei im 4. Jahrhundert n. Chr.

Zur Verteidigung und zum Schutz vor Aufständen und Überfällen nomadischer Stämme und Bergvölker war seit Augustus nur die Legio III Augusta als einzige Legion in Nordafrika außerhalb Ägyptens stationiert. Dies erweckt zunächst den Anschein einer Überdehnung der Kräfte, beruhte aber auf der ökonomischen Einschätzung der Verteidigungswürdigkeit landwirtschaftlich nutzbarer Flächen im Gegensatz zu Regionen geringerer Bedeutung, die eine weniger aufwendige Verteidigungsanstrengung rechtfertigten. So wurden während des Besuchs Hadrians ausgedehnte Abschnitte der Randgebiete entlang der Wüsten von den Römern überhaupt nicht überwacht. Die vorhandenen Streitkräfte hatten den Auftrag, die Grenzlinie gegen Überfälle aus den Steppen-, Gebirgs- und Wüstengebieten zu schützen, durften aber andererseits auch keine Bedrohung Roms darstellen. Diese abwägende Bewertung zwischen hinreichenden militärischen Mitteln zur Abwehr einer äußeren Gefahr und gleichzeitiger Vermeidung einer inneren Bedrohung galt grundsätzlich für alle Provinzen. Obwohl offensichtlich das militärische Potenzial teilweise kurzzeitig überfordert war, konnten Legion und Auxiliareinheiten in Nordafrika grundsätzlich ihren Auftrag erfüllen.
Bis ins frühe 1. Jahrhundert n. Chr. gab es (außer in Ammaedara) keine festen Militärstützpunkte. Legions- und Auxiliareinheiten der Provinz waren hauptsächlich nahe der Küste oder bei Hafenstädten stationiert. Der Stationierungsort der Legion änderte sich im Laufe der Zeit aus strategischen Gründen mehrmals, zunächst von Ammaedara nach Theveste und schließlich nach Lambaesis. Unter Gordian III. wurde die Legion 238 n. Chr. wegen der erfolgreichen Niederschlagung einer Revolte unter Gordian I. und II. aufgelöst, um 256 n. Chr. in der Regierungszeit Kaiser Valerians wieder aufgestellt zu werden. Zwischenzeitlich kam es immer wieder in Abhängigkeit von der Bedrohung zu einer kurzzeitigen Verstärkung der Streitkräfte. So wurde in der Zeit des Tiberius die IX. Legion aus Pannonien zur Aufruhrbekämpfung nach Nordafrika verlegt. Auch Antoninus Pius verstärkte wegen immer wieder ausbrechender Aufstände die Truppen in Mauretanien.
Die Auxiliarstreitkräfte bestanden im 2. Jahrhundert in der Caesariensis aus drei Alae und zehn Kohorten, insgesamt rund 7.000 Mann, und in der Tingitana aus fünf Alae und mindestens zehn Kohorten, insgesamt rund 8000 Mann. Die Auxiliareinheiten setzten sich aus Soldaten aus Gallien, Italien und Nordafrika zusammen. Ab dem 4. Jahrhundert wurden verstärkt berberische Stammesverbände rekrutiert. Die Truppenstärke veränderte sich jedoch nur unwesentlich. In den Provinzen galt jedoch nicht das normalerweise angestrebte Verhältnis von 1:1 zwischen Legion und Auxiliareinheiten. Es war deutlich ungünstiger. In der Spätantike teilten sich laut Notitia Dignitatum drei Befehlshaber die Kommandogewalt über die an diesem Limes stationierten Truppen (Limitanei und Comitatenses). Dies waren:
- für Tingitaniam (westliches Algerien, Marokko) der Comes Tingitaniae,
- für intra Africam (Tunesien, Algerien, westliches Libyen) der Dux et praeses provinciae Mauritaniae et Caesariensis.

Letzterer stand unter dem Kommando des Comes Africae, dem Befehlshaber der afrikanischen Feldarmee (Comitatenses).

### Flotte

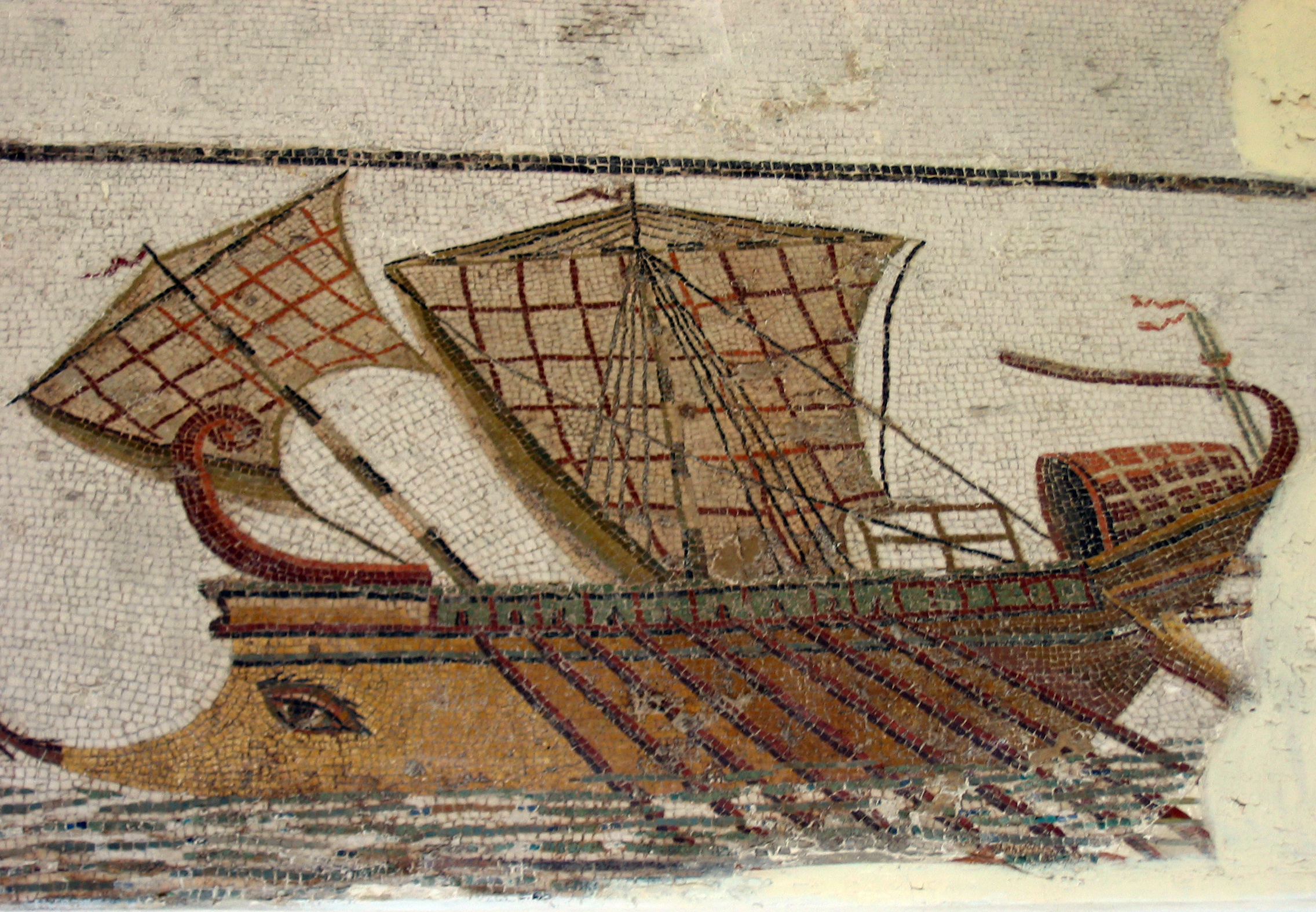
Römische Trireme (Mosaik, Tunesien)

Seit Mark Aurel sah sich Rom, die unangefochtene Seemacht im Mittelmeer, wegen der allgegenwärtigen Piratenbedrohung gezwungen, auch in Caesarea einen eigenen Flottenverband unter dem Befehl eines dux per Africam, Numidiam et Mauretaniam zu stationieren. Die Mauretanische Flotte (classis Mauretanica) bestand seit dem Ende des 2. Jahrhunderts n. Chr. (Aufstellung erfolgte vermutlich um 176 n. Chr.). Es dürfte sich hier im Wesentlichen um Liburnen, mit einer Trireme als Flaggschiff, gehandelt haben. Zunächst nur ein Geschwader, das als Eingreiftruppe aus Einheiten der Syrischen und Alexandrinischen Flotte zusammengesetzt war, erwies sich dieser Flottenverband letztendlich jedoch als zu schwach, um die nach 170 n. Chr. einsetzenden Überfälle der Maurenstämme auf Hispanien wirksam zu unterbinden. Die Flotte wurde zum Schutz der nordwestafrikanischen und spanischen Gebiete, hier insbesondere auch der Provinz Baetica, eingesetzt. Zu ihren weiteren Aufgaben zählte die Sicherung der Meerenge von Gibraltar sowie der Begleitschutz für Truppen- und Warentransporte von Europa nach Afrika. Ihr Hauptstützpunkt lag in der Provinzmetropole Caesarea (Cherchell), weitere Stützpunkte waren in
- Cartennae (Ténès),
- Icosium (Algier),
- Portus Magnus (Arzew/Béthioua),
- Saldae (Bejaia) und
- Tipasa.